# Leptodactylus fragilis
Espèce
Synonymes
- Cystignathus fragilis Brocchi, 1877

Statut de conservation UICN

 LC  : Préoccupation mineure
Leptodactylus fragilis est une espèce d'amphibiens de la famille des Leptodactylidae.

## Répartition
Cette espèce se rencontre du niveau de la mer jusqu'à 1 530 m d'altitude, :

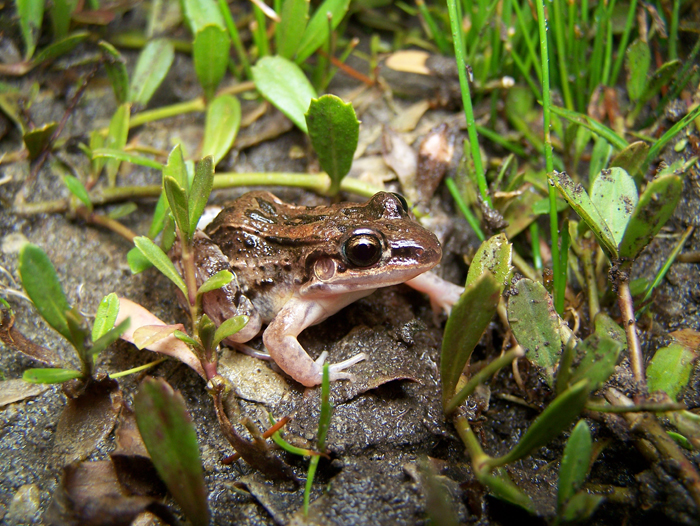
Leptodactylus fragilis

- aux États-Unis dans l'extrême Sud du Texas ;
- au Mexique ;
- au Belize ;
- au Guatemala ;
- au Salvador ;
- au Honduras ;
- au Nicaragua ;
- au Costa Rica ;
- au Panama ;
- en Colombie ;
- au Venezuela.

## Publication originale
- Brocchi, 1877 : Sur quelques Batrachiens RANIFORMES et BUFONIFORMES de l'Amérique Centrale. Bulletin de la Société Philomathique de Paris, sér. 7, vol. 1, p. 175-197 (texte intégral).